# Villasur-ekspeditionen
Villasur-ekspeditionen er en spansk ekspedition af soldater og indianske hjælpetropper fra New Mexico ind i det nuværende Nebraska i 1720 ledet af Pedro de Villasur. Formålet var at fastslå omfanget af fransk tilstedeværelse i denne ret ukendte del af prærien vest for Missouri River, og om de udgjorde en trussel mod New Mexico og Nyspanien. Endvidere skulle Villasur prøve at få et overblik over franske pelsopkøberes salg af ildvåben til de lokale pawnees og andre fjendtlige indfødte.:7 
Ekspeditionen blev angrebet og tilføjet et markant nederlag i traditionelt pawnee territorium den 13.:268  eller 14. august:8  af pawnee – og otoe krigere samt et mindre antal hvide skytter.
Nederlaget blotlagde brister i Nyspaniens evne til at forsvare dets interesser og nordlige landkrav, og gennem flere årtier afstod spanierne i New Mexico fra at sende ekspeditioner nordpå fra Santa Fe.:6 

## Optakten
Otoerne boede i byer på østbredden af Missiouri River i Iowa frem mod starten af 1700-tallet. I det næste årti etablerede de sig også på Nebraska-siden af floden samt ved små tilløb til det nederste af Platte River.:410 
Pawneerne levede i byer af mudderhytter nær Loup – og Platte River i Nebraska fra omkring år 1500.:32  Franske pelsopkøbere fandt vej til byerne og solgte ildvåben til stammen efter 1710. De to parter cementerede handelsforbindelsen med en fredsaftale indgået i 1719.:7  Pawneerne angreb forskellige apacher i Colorado og Kansas med deres større ildkraft og tvang dem væk fra deres bebyggelser og majsmarker.:272  Tilfangetagne kvinder og børn solgte de som slaver til franskmændene.:49 
På denne tid handlede apacherne nordøst for New Mexico med spanierne trods tidligere konflikter med dem,:52  og de stod på god fod med hinanden.:3  Spanierne værdsatte apacherne i Colorado og Kansas som et bolværk mellem dem og franskmændene længere østpå;:6  men spansk lov forbød salg af geværer til dem.:7  Apacherne forsvarede sig mod pawneerne med de midler, de nu havde, og til tider var det dem, der angreb pawneerne. Spanierne i Santa Fe købte apachernes pawnee fanger og gjorde dem til slaver.:51 
I Europa havde Spanien og Frankrig formelt sluttet fred i februar 1720 med Haag-traktaten.:274  Nogle måneder senere fik de vedholdende forlydender fra bl.a. apacher:45  om franskmænd ikke langt fra New Mexico samt klare tegn på fransk våbensalg til bl.a. de fjendtlige pawnees spanierne til at planlægge Villasur-ekspeditionen.:266 

## Ekspeditionens start
New Mexicos guvernør, Antonio Valverde, valgte vice-guvernør Pedro de Villasur til at lede ekspeditionen. Han stod i spidsen for 42 spanske elite-soldater med ildvåben. Tre civile fulgte ham, deriblandt en fransk afhopper, der skulle virke som tolk under de forventede møder med franskmænd på prærien. Fader Juan Mínguez var med som feltpræst. En ung pawnee, navngivet François Sistaca af sin slave-ejer, skulle hjælpe ekspeditionen som dels lokalkendt vejviser i pawnee territoriet i Nebraska og dels som tolk ved møder med pawnee stammen.:3 
Ekspeditionen havde heste med og bl.a. proviant til den månedlange færd over prærien samt tobak beregnet som gave til indfødte folk mødt på ruten.:4 
Ekspeditionens leder af de 60 tilknyttede pueblo spejdere og - hjælpetropper var en tit benyttet og yderst vellidt hopi, kaptajn Joseph Naranjo.:7  Hans råd om ikke at gennemføre en ekspedition som den påtænkte blev ikke fulgt,:3  og mændene forlod Santa Fe den 14. juni i nordøstlig retning.:266 

## Undervejs til pawneernes byer
Via Taos Pueblo nåede ekspeditionen frem til El Cuartelejo, en lille apache – og pueblo by i Scott amt, Kansas, omkring 500 kilometer fra Santa Fe. Ekspeditionen blev forstærket med 10-12 apache spejdere fra byen.:7  Ekspeditionens videre vej over prærien er omdiskuteret: En journal ført af et medlem af ekspeditionen giver kun vage oplysninger om den fulgte rute igennem et ukendt terræn,:4  og teksten er åben for fortolkninger.
Ekspeditionen fortsatte og tilbagelagde ekstra ca. 500 kilometer uden at finde spor efter franske lejre eller se nybyggede forter. Fra en lejrplads ved sandsynligvis Platte River i Nebraska drog mændene videre den 7. august. De søgte nu efter pawneernes byer østpå, hvor de kunne udspørge indbyggerne direkte om deres kontakt med franske handelsmænd.:266 
Snart fandt spejderne friske spor efter en flyttet indianerlejr langs Platte River. Ekspeditionen fulgte sporet og krydsede tilsyneladende floden og senere et nyt vandløb, muligvis Loup River. Den 9. august lokaliserede kaptajn Naranjos spejdere en festende lejr på en ø i en flod. Lejren siges gerne at have været en otoe lejr, måske med gæstende pawnees.
Ekspeditionens pawnee slave afslog følgeskab af soldater, da han begav sig frem mod lejren med besked om at overbringe den tobak samt et spansk ønske om venskab og samtaler.:5 

## I dødvandet
François Sistaca viste sig længe efter ved ekspeditions-lejren, men på den anden side af floden. Han råbte over til den, at indianer-lejren ikke ville lade ham gå, og at der ingen franskmænd var i den.:6  En anden forklaring kan være, at han bevidst holdt sig væk fra sine spanske fangevogtere og ikke havde overbragt hilsener om fred til otoe lejren, men udbredt sig om spansk brutalitet mod indfødte amerikanere.:41 
Villasur tog imod et par afmålte udsendinge fra otoe lejren.:273  De modtog et spansk flag og et brev på fransk samt svarpapir, pen og blæk at give til eventuelle franskmænd hos dem. To dage gik med ventetid.:6 
En eller to badende fra ekspeditionen blev taget til fange af indianere, og Villasur indså sin udsatte position midt i et indfødt territorium. Efter en rådslagning trak ekspeditionen sig en dagsmarch tilbage. Den krydsede en flod, som flere antager var Loup River,:6  mens andre regner den for at være Platte River.:268  Tæt ved de to flodens sammenløb slog mændene lejr for natten med folk på vagt.:273  Puebloerne etablerede en separat lejr lidt fra den spanske teltlejr.:8 

## Angrebet
Vagtposterne hørte lyden af svømmere ude i floden i nattens løb, og en hund gøede uden at beredskabet blev forhøjet.:273 
Ved første dagslys udeblev et traditionelt udført morgenangreb, og lejren begyndte at pakke sammen og drive heste ind. Mens mændene havde mest travlt, sendte en stor, fælles styrke otoer og pawneer støttet af nogle få, hvide skytter den første geværsalve mod dem. Et par hestevogtere ude ved flokken fik styr på nogle af de løbske ridedyr og havde held til at redde syv spanierne væk fra lejren. Sammen slog de tre forsøg på at erobre ekspeditionens heste tilbage. Tre sårede mænd blev undsat, hvorpå gruppen trak sig væk fra slagmarken sammen med de overlevende puebloer fra disses mindre hårdt pressede lejr.:53  En af de reddede blødte fra ni sår og havde mistet sin skalp.:8 
Mændene i den spanske teltlejr blev angrebet med geværskud, pile og lanser.:274  Villasur lader til at være faldet i kampens første fase.:8  Nogle beredne fjender red i ring om lejren, mens fodkrigere nærmede sig den med deres våben parat. Angrebsstyrken blev bedømt til at bestå af flere hundrede krigere af den overlevende korporal Felipe de Tamariz.:6 
Kampen varede ikke længe. Ud over 35 dræbte spaniere, deriblandt feltpræsten, mistede den franske tolk og 11 pueblo krigere livet. Kaptajn Naranjo skulle også tælles blandt de døde.:8 
En overlevende soldat hævdede senere, at hæren havde tilføjet angriberne en del tab trods nederlaget.:269 

## Efter kampen
De overlevende formåede at klare turen tilbage til El Cuartelejo, hvor de efter to dages hvil og megen omsorg fra apachernes side kunne fortsatte. De nåede Santa Fe den 6. september, hvor deres fortælling sendte chokbølger gennem nationen.:53 
Et ansvar skulle placeres; en tredjedel af New Mexicos bedste soldater var faldet i kamp.:6  Guvernør Valverde blev efter årelange personangreb frataget sin stilling og idømt en bøde,:269  skønt han prøvede at lægge skylden for nederlaget på franskmændene; i hans fantasi måtte mindst 200 soldater med arkebuser have hjulpet indianerne til sejr.:53 
Den spanske konge skulle informeres om det hændte, da det lignede et fransk brud på fredsaftalen indgået i Haag om foråret.:269  Vidneudsagn fra de overlevende afslørede sidenhen, at de i kampens hede ikke havde haft nogen chance for at fastslå, hvilken nationalitet de hvide skytter rent faktisk havde. Af eftertiden anses de for at have været selvstændige franske pelsopkøbere, der handlede på egen hånd.:53 
Det officielle Frankrig blev næsten lige så overrasket over det spanske nederlag som spanierne. I månederne efter slaget nåede de første forlydender om en afgørende kamp på prærien frem til Illinois og de franske bebyggelser. Franskmændene lod hele æren for sejren over de spanske elitesoldater tilfalde deres trofaste, indfødte allierede i Nebraska og kendte intet til fransk deltagelse i kampen.:53  Indianerne bragte siden franskmændene sejrstrofæer som erobrede våben, spanske klæder og nogle skrevne sider af en dagbog.:8  Over 100 år senere viste pawneerne mange gemte trofæer fra deres sejre over spainerne, enten Villasur i 1720 eller i andre slag, til den tyske turist hertug Paul Wilhelm zu Württemberg.:390 
Trods fransk anerkendelse havde otoerne og pawneerne næppe angrebet Villasur i egenskab af Frankrigs loyale venner; de to stammer havde sammen udført et forebyggende angreb på fælles fjender som nationalistiske vogtere af deres suverænitet og beskyttere af deres egne territorier.:41 
Hvis apacherne havde givet næring til tilblivelsen af Villasur-ekspeditionen og ydet den støtte i form af spejdere i håb om at kunne stække pawneerne med hjælp fra New Mexico og derved bevare deres byer og jagtmarker i Kansas, blev de skuffet. I 1750 havde pawneer, comancher og wichitaer overtaget prærieområderne.:56 
En samtidig, ukendt kunstner gjorde Villasurs nederlag til sit tema på et 5,1 x 1,35 meter stort lærred af sammensyede skind,:104  der endte i Schweiz engang i 1761. Segesser II skindmaleriet af slaget i Nebraska findes nu i Palace of the Governors i Santa Fe.:106 
I 1996 fandt arkæologer lerskår af spanske olivenolie-krukker i en af otoernes 1700-tals byer i Nebraska, Eagle Ridge Site, der kan forklares som krigsbytte fra Villasur-ekspeditionen.:416 